# Айрапетян, Вардкес Левонович
Вардке́с Лево́нович Айрапетя́н (арм. Վարդգես  Հայրապետյան; 2 марта 1935, Тбилиси — Март 2004, Москва) — армянский педагог, благотворитель и общественный деятель.

## Образование
- Среднюю школу окончил в Одессе.
- 1978 — выпускник исторического факультета Московского педагогического института.

## Трудовая деятельность
- Преподавал в школах Тбилиси, Ленинграда и Москвы.
- Заместитель директора Московского Художественного училища памяти 1905 года.
- Проректор Московского Государственного Музыкально-педагогического института имени Гнесиных.
- 1989 — основал общественную организацию Национальный центр армянской культуры «Вернатун», призванный обслуживать культурные и просветительские интересы внутренней армянской диаспоры СССР.
- 1993—1997 — был директором армянской общеобразовательной средней школы.
- 1989—2002 — им же были открыты 34 воскресные школы в густонаселённых армянами областях России.